# 万建民
万建民（1960年6月—），男，汉族，江苏泰兴人，中国水稻分子遗传与育种专家，九三学社社员，中国工程院院士。南京农业大学作物遗传育种专业毕业。

## 生平
1982年获南京农业大学农学专业学士学位。1985年获南京农业大学作物遗传育种硕士学位。1995年获日本京都大学农学博士学位。
1996年，任日本京都大学农学部特别研究员。1997年至2001年，任日本农林水产省农业研究中心研究员。1999年被教育部聘为首批“长江学者奖励计划”特聘教授，2000年回国，任南京农业大学农学院教授、博士生导师、农学院院长。2003年7月，任中国农业科学院作物科学研究所所长。后任中国农业科学院副院长。
2013年，被选为第十二届全国人民代表大会江苏地区代表。2014年1月16日，江苏省第十二届人大常委会第八次会议决定接受其辞去第十二届全国人民代表大会代表职务。2018年1月，当选第十三届全国政协委员。

## 荣誉
2015年12月当选中国工程院农业学部院士